# Bančna luknja v Sloveniji
Ta članek govori o slovenski bančni luknji in njeni sporni sanaciji leta 2013. Za splošni pojav glej Bančna luknja (bančništvo).
Bančna luknja je bila primanjkljaj kapitala, ki so ga imele slovenske banke za pokrivanje slabih kreditov od leta 2009 dalje. Postopek sanacije bančne luknje, ki se je začel 2013, je močno sporen. Banke so bile dokapitalizirane, slabi krediti pa so bili prenešeni na slabo banko (uradno Družba za upravljanje terjatev bank). V javnosti so bile izražene obtožbe, da je bilo stanje v bankah prikazano v preslabi luči zaradi neustreznega ocenjevanja premoženja bank, prav tako je bila sporna tajna metodologija izvedenih obremenilnih testov. Zaradi suma na zlorabo položaja je bil 24. decembra 2018 skupaj s soodgovornimi ovaden Boštjan Jazbec, guverner Banke Slovenije med sanacijo bank. Sporna je tudi privatizacija bank v državni lasti, ki je sledila sanaciji.

## Ukrepi
Banka Slovenije je delničarjem množično izbrisala obveznice v vrednosti skoraj 1 milijarde €. Faktor banka in Pro banka sta bili načrtno likvidirani.
Čez ukrepe se je pritožil upravni odbor Gorenjske banke, nakar je Jazbec proti njemu sprožil postopek odvzema bančne licence. Direktor Banke Celje Dušan Drofenik je odstopil s položaja, nakar je napravil samomor.